# Saggio di Lucas

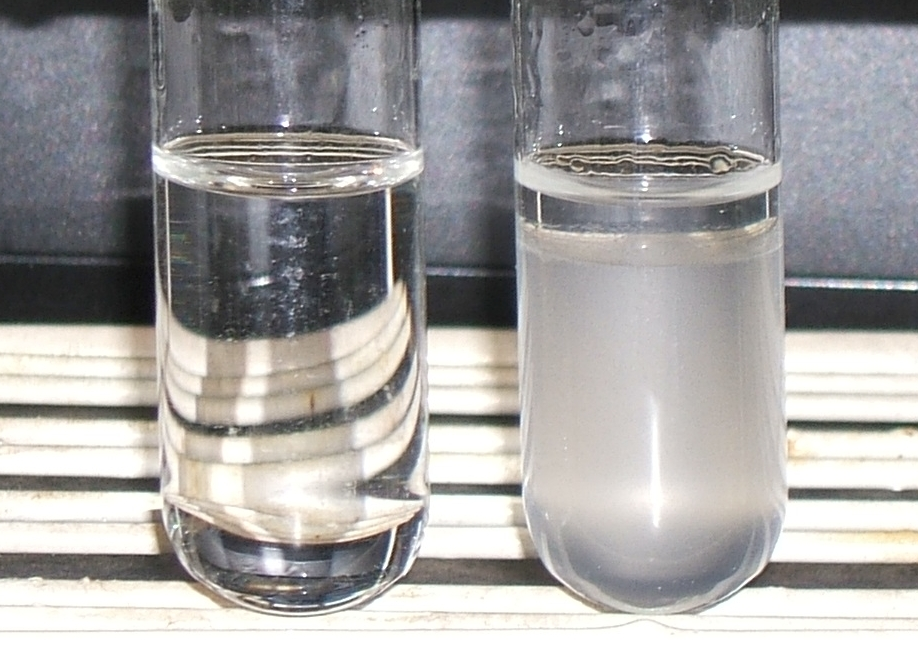
A sinistra, saggio negativo per etanolo (alcol primario). A destra, saggio positivo per t-butanolo (alcol terziario)

In chimica analitica classica e in chimica organica il saggio di Lucas o saggio con reattivo di Lucas è un saggio chimico per distinguere se un alcol incognito è primario, secondario o terziario. Il saggio funziona solo per gli alcoli a basso peso molecolare solubili nel reattivo di Lucas, ovvero solo quegli alcoli la cui catena alifatica presenta meno di 6 atomi di carbonio.

## Procedimento
In una provetta si mettono 2 ml circa di reattivo di Lucas (cloruro di zinco ed acido cloridrico concentrato) e 4-5 gocce dell'alcol incognito. A seconda della natura dell'alcol la soluzione avrà comportamenti differenti:
- Gli alcol terziari danno formazione di alogenuri alchilici immiscibili in soluzione acquosa, i quali precipitano intorbidendo la soluzione (col tempo tende ad emulsionare).
- Gli alcol secondari danno reazione dopo 5 minuti di riscaldamento a bagnomaria.
- Gli alcol primari non danno alcuna reazione, nemmeno con riscaldamento (la formazione di alogenuri alchilici partendo da alcoli primari richiede un tempo molto lungo, anche di svariate ore).

La differente reattività è determinata dalla stabilità dei carbocationi intermedi che vengono a formarsi durante la reazione: i carbocationi degli alcoli terziari sono i più stabili in soluzione acquosa e quindi saranno quelli che daranno la reazione più rapida.
Nel caso la distinzione tra alcol terziario e secondario fosse dubbia è possibile ripetere il saggio in assenza di ZnCl2. In tali condizioni la reazione sarà positiva solo per gli alcol terziari.

## Reazione
La reazione prevede la formazione di un carbocatione intermedio R+ la cui stabilità determinerà la velocità della reazione.
R-OH + H+Cl− → R-O+H2 + Cl− → R+ + H2O + Cl− → R-Cl + H2O
L'ambiente acido della soluzione promuove la deidratazione dell'alcol con la conseguente formazione del carbocatione con netta carica positiva che subirà l'attacco nucleofilo da parte dell'anione cloruro con conseguente formazione del cloruro alchilico corrispondente.